# Mauzac, Haute-Garonne
Mauzac är en kommun i departementet Haute-Garonne i regionen Occitanien i södra Frankrike. Kommunen ligger i kantonen Carbonne som tillhör arrondissementet Muret. År 2022 hade Mauzac 1 343 invånare.

## Befolkningsutveckling
Antalet invånare i kommunen Mauzac
Referens:INSEE